# 프리티오프 난센

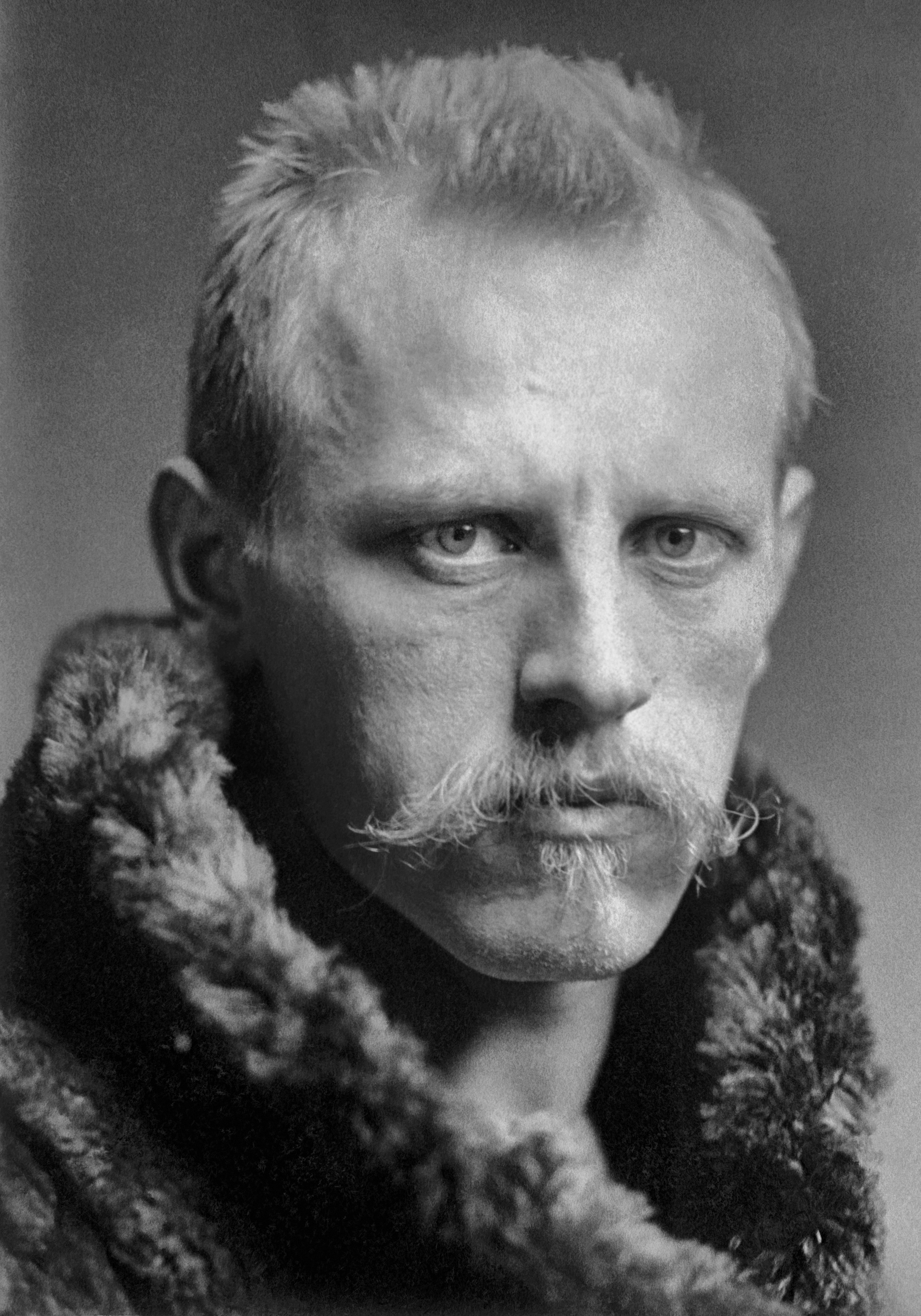
프리티오프 난센

프리티오프 베델얄스베르그 난센(노르웨이어: Fridtjof Wedel-Jarlsberg Nansen [ˈfrɪ̂tːjɔf ˈnɑ̀nsn̩], 문화어: 프리툐프 난센, 1861년 10월 10일 스토레 프뢰엔 ~ 1930년 5월 13일 뤼사케르)은 노르웨이의 탐험가·과학자·외교관이다.
국제 연맹의 최고대표로서의 활동으로 1922년 노벨 평화상을 받았으며,자신이 설계·건조한 탐험선 프람 호를 타고 얼음 사이로 북극해 횡단을 시도하였다. 크리스티아니아(Kristiania; 지금의 오슬로) 근교의 스토레 프뢰엔(Store Frøen)에서 태어났다. 오슬로 대학교에서 공부한 후 베르겐의 자연 박물관에 근무하였다. 노르웨이의 국민적 영웅이라 일컬어지는 그는 오슬로 근교의 뤼사케르(Lysaker)에서 삶을 마쳤다. 유엔난민기구에서는 그를 기리기 위해 난센 난민상을 제정했다.

## 생애

### 북극 탐험
1882년 그린란드 근해로 처음 항해한 뒤 1888년에는 그린란드의 빙원을 오토 스베르드루프, 올라프 디트릭손, 크리스티안 크리스티안센 트라나, 사무엘 발토, 올레 닐센 라브나 등과 함께 스키로 동에서 서로 횡단하였다.
1893년에는 자신이 설계·건조한 탐험선 프람 호를 타고 얼음 사이로 북극해 횡단을 시도하였다. 1년이 넘으면서 북극점 도달이 프람 호로는 불가능하다는 것을 깨닫고 난센은 얄마르 요한센과 함께 걸어서 북쪽으로 향했다. 1895년 4월 이들은 북위 86° 14´ 지점에 도달했는데 그때까지 사람의 발길이 닿은 최북단의 위치였다. 난센과 요한센은 프란츠요제프 제도에서 바다코끼리의 지방과 북극곰 고기로 연명하며 겨울을 나야만 했다. 1896년 여름에야 프레더릭 조지 잭슨이 이끄는 영국 탐험대를 만나 돌아갈 수 있었다.

### 학문
난센은 오슬로의 왕립 프레데리크 대학교(현 오슬로 대학교)에서 동물학 교수, 나중에는 해양학 교수를 지냈다. 신경학과 유체역학 분야에도 공헌을 하였다. 신경망은 서로 연락하는 개개의 세포들로 구성된다고 주장하여 뉴런론의 창시자 중 한 명이 되었다. 또 프람 호에서의 경험을 토대로 해류의 성질과 원인을 연구하였다.
1887년에 <중추신경계의 조직학적 요소의 구조와 결합>이라는 논문으로 크리스티아니아대학으로부터박사 학위를 받기도 하였다.

### 외교·정치 활동
1905년 6월 7일 노르웨이가 스웨덴과의 연합에서 분리되기 전까지 난센은 공화파였다. 그러나 시구르 입센 등이 왕정을 설득력 있게 주장하자 입장을 바꾸어 덴마크의 칼 왕자가 노르웨이 왕좌를 수락하도록 설득하는데 큰 역할을 하였다. 노르웨이의 정치 형태를 공화국으로 할 것인지 왕국으로 할 것인지를 국민투표에 붙였을 때 만약 국민들이 공화정을 선택한다면 난센이 대통령이 될 것이라는 생각이 지배적이었지만 난센은 왕정을 지지하였다. 국민들은 왕정을 선택해 칼 왕자는 노르웨이의 왕 호콘 7세가 되었다.
노르웨이의 독립 후 난센은 주 영국 노르웨이 대사로 임명되어(1906년-1908년) 영국의 에드워드 7세와 친한 사이가 되었다. 이는 국제적으로 노르웨이의 영토 보전을 약속받는 데에 대한 영국의 지지를 얻는데에 힘이 되었다.
양 세계대전 사이의 기간에는 노르웨이의 사회민주주의 정당인 노르웨이 노동당(Arbeiderpartiet)의 성장을 견제하기 위해 비사회주의 정당의 힘을 모아 정부를 수립하고 난센 자신은 그 총리가 되려고 노력하였으나 실패하였다. 1925년에는 반사회주의 정치조직인 조국회(Fedrelandslaget)를 공동창건하였다. 이 조직은 제2차 세계 대전이 일어나자 와해되었다.

### 국제 연맹에서의 활동
제1차 세계 대전 이후 난센은 국제 연맹 난민 고등 판무관으로 활동하여 전쟁 포로 송환과 러시아혁명기간에 발생한 난민 구제에 착수하였으며, 난민들을 위해 난센 여권을 발행하였다. 그의 인도주의 활동으로 1922년 노벨 평화상을 받았다.

## 같이 보기
- 니콜라스 그룬트비
- 장 시벨리우스
- 다그 함마르셸드

## 기타 업적
해류방향 연구를 위해 <프람호>제작